# 1 2 3
1 2 3 – gra karciana, w której uczestnicy dążą do uzyskania czterech kart tej samej wartości.

## Wymagania
- W zależności od liczby graczy, potrzeba innej liczby kart. Można obliczyć z wzoru liczba_graczy * 4. Karty muszą występować czwórkami, wszystkie karty jednakowej wartości muszą brać udział w grze. Np.: 4 asy, 4 damy.
- W grze chodzi przede wszystkim o szybkość graczy, bowiem ten, który jako ostatni przykryje osobę z kompletem kart przegrywa. Trzeba mieć refleks.
- Umiejętność oszukiwania oraz strategia, kiedy i jak oszukać. Należy jak najbardziej podpuszczać przeciwników.

## Zasady gry
Każda partia składa się z:
1. rozdania kart.
2. gry
3. kary

## Rozdanie kart
Do gry używamy tylu kart ile jest graczy razy cztery, tzn. jeśli w 1 2 3 grają 4 osoby, należy rozdać 16 kart. Muszą być to przykładowo: 4 walety, 4 damy, 4 króle oraz 4 asy. Łatwo wykalkulować, że na jedną talię przypada 13 graczy.
Przed rozdaniem należy karty przetasować. Rozdajemy każdemu z graczy po 4 karty!

## Gra
Gra polega na zdobyciu czterech kart jednakowej wartości. Np. 4 damy, 4 asy.
Po rozdaniu gracze kładą przed sobą niechcianą kartę koszulką do góry. Jeżeli wszyscy gracze wyrzucą kartę, następuje przekazanie swojej karty następnemu graczowi (zgodnie z ruchem wskazówek zegara). Należy powtórzyć ten krok aż do uzyskania czterech jednakowych kart.

### Komplet
Jeżeli gracz ma tak zwany komplet, czyli cztery karty jednakowej wartości, kładzie rękę na środku stołu. Pozostali gracze, niezależnie od tego, czy mają komplet, czy też nie, muszą jak najszybciej położyć nań swoją rękę. Gracz, który jako ostatni położy na „stosie” rąk swoją – otrzymuje karę.

### Oszustwa
- Położenie ręki, jeśli nie ma się kompletu – w każdej chwili gracz może położyć rękę, nawet jeśli nie ma kompletu kart. Pozostali gracze oczywiście muszą go przykryć. Jeżeli jednak gracz bez kompletu zostanie przykryty – przegrywa. Musi on bowiem uciec i przykryć któregoś z przeciwników. Jeżeli przykryta osoba nie ma kompletu – otrzymuje karę.

- Położenie ręki z kartą – w każdej chwili gracz może położyć rękę z kartą tak, aby karty nie widzieli inni gracze. Jeżeli gracz ten zostanie przykryty, przegrana ostatniego przykrywającego jest nieważna. Ta taktyka prowadzi do poznania kart przeciwników, którzy po skończonej rundzie wykładają je na stół. Muszą je jednak zabrać i grać dalej tymi samymi kartami.

W tej grze wręcz wskazane jest stosowanie oszustw!

## Kary
Karę otrzymuje przegrany. Wymyślają je pozostali gracze 1 2 3 zwykle oznaczając swój pomysł literami od A do Z. Gracz karany musi wybrać jedną z liter oraz wykonać karę. Jeżeli odmówi wykonania kary z uzasadnionych powodów, karę musi wykonać jej twórca.
Uwaga! Jeden z graczy musi posiadać jako karę tak zwane „uwolnienie”. Jeżeli przegrany wybierze uwolnienie, nie musi wykonywać żadnej kary.

### Odmiany kar
- Piosenka – przegrany musi zaśpiewać jakąś piosenkę. Zwykle jest to refren lub zwrotka. Można wymyślać swoje.
- Przysiady, pompki, pajacyki – przegrany robi ustaloną przed rundą liczbę przysiadów, pompek lub pajacyków.
- Picie wody z solą
- Zjedzenie kanapki od „szefa kuchni” (składniki dowolne w zależności od tego co w tej kuchni się znajduje)
- Oblanie się wodą z lepkim sokiem (sok można wybrać dowolnie)

## Zakończenie gry
Runda kończy się, gdy jeden z graczy zostanie przykryty przez pozostałych, o ile nie miał pod ręką karty.
Można rozgrywać nieograniczoną liczbę rund.